# Fork Point
Fork Point är en udde i Antarktis. Den ligger i Östantarktis. Nya Zeeland gör anspråk på området.
Terrängen inåt land är huvudsakligen kuperad, men den allra närmaste omgivningen är platt. Havet är nära Fork Point österut. Trakten är glest befolkad. Närmaste befolkade plats är Enigma Lake Station, 4,3 kilometer norr om Fork Point. 